# Ptilonorhynchidae
Los pergoleros (Ptilonorhynchidae) son una familia compuesta por aves paseriformes de tamaños pequeño y medio. Aunque el centro del área de distribución de la familia se encuentra en el norte de Australia y en Nueva Guinea, algunas especies se extienden en las regiones desérticas del centro y en las montañosas del  sudeste de Australia.
La característica más notable de los miembros de Ptilonorhynchidae es comportamiento extrordinariamente complejo de los machos, al construir un emparrado o gabinete  para atraer la pareja, por lo que se les da el nombre también de ave de emparrado. 
Dependiendo de la especie, el emparrado puede ser desde un círculo de tierra limpia con una pequeña pila de ramitas en el centro hasta una estructura compleja y altamente decorada de palos y hojas –usualmente en forma de pasillo, choza pequeña o palo adornado – dentro y alrededor del cual los machos ponen una variedad de objetos que colecciona. Estos objetos incluyen  cientos de conchas de caracoles, hojas, flores, plumas, piedras, frutas pequeñas y hasta desechos plásticos o pedazos de vidrio. El ave pasa horas escogiendo y acomodando sus colecciones, con cada objeto en su lugar específico. Si un objeto es movido mientras el ave no está, él vuelve a ponerlo en su lugar. No hay dos aves de emparrado iguales, y la colección de objetos refleja el gusto personal de cada ave y la habilidad que tenga para procurarse cosas inusuales y raras (llegando hasta robarlos del emparrado de un macho vecino). En tiempo de apareamiento, la hembra irá de emparrado en emparrado, mirando como el macho propietario desarrolla un ritual de apareamiento e inspeccionando la calidad del emparrado. Muchas hembras terminan seleccionando el mismo macho y muchos machos con malas demostraciones se quedan sin parejas.
En un ejemplo sorprendente de lo que se conoce como “efecto de transferencia”, las aves de emparrado que construyen los emparrados más elaborados son de colores poco llamativos y tienen poca variaciones entre hembras y machos, mientras que en las especies con emparrados menos elaborados los machos tienen plumajes brillantes. Presumiblemente, la evolución ha “transferido” los beneficios del plumaje brillante de los machos (común en las aves polígamas) a la elaboración de emparrados, permitiendo a los machos demostrar su aptitud por medio de algo distinto que características físicas que  parecerían atraer predadores.
Este complejo comportamiento de apareamiento, con decoraciones altamente valoradas en tipo y colorido, que en muchas especies varía en atractivo de año en año como las tendencias de la moda, han llevado a algunos investigadores a considerar las aves de emparrado como el grupo de especies más avanzadas que ningún otro de aves. Esto también provee algunas de las evidencias más imponentes de que el fenotipo extendido de una especie puede jugar un rol en la selección sexual y de hecho actúa como un mecanismo poderoso en conformar su evolución, como parece ser el caso de los humanos.
Adicionalmente, muchas especies de pergoleros son imitadoras vocales estupendas. Amblyornis macgregoriae, por ejemplo, ha sido observada imitando cerdos, cascadas y conversaciones humanas.
Aunque los pergoleros han sido tradicionalmente consideradas como emparentadas cercanamente a las aves del paraíso (Paradisaeidae), estudios de hibridación ADN-ADN sugieren que mientras ambas familias son parte de una gran radiación de Corvida que tuvo lugar en o cerca de Australia y Nueva Guinea, las aves de emparrado están más distantes de las aves del paraíso de lo que una vez se pensó. Los estudios de hibridación ADN-ADN de Sibley ubicaron esta familia cercana a las aves lira (Menuridae), sin embargo, evidencias anatómicas parecen contradecir esta cercanía [cita requerida] y las verdaderas relaciones permanecen no aclaradas.

## Sistemática
Género Ailuroedus

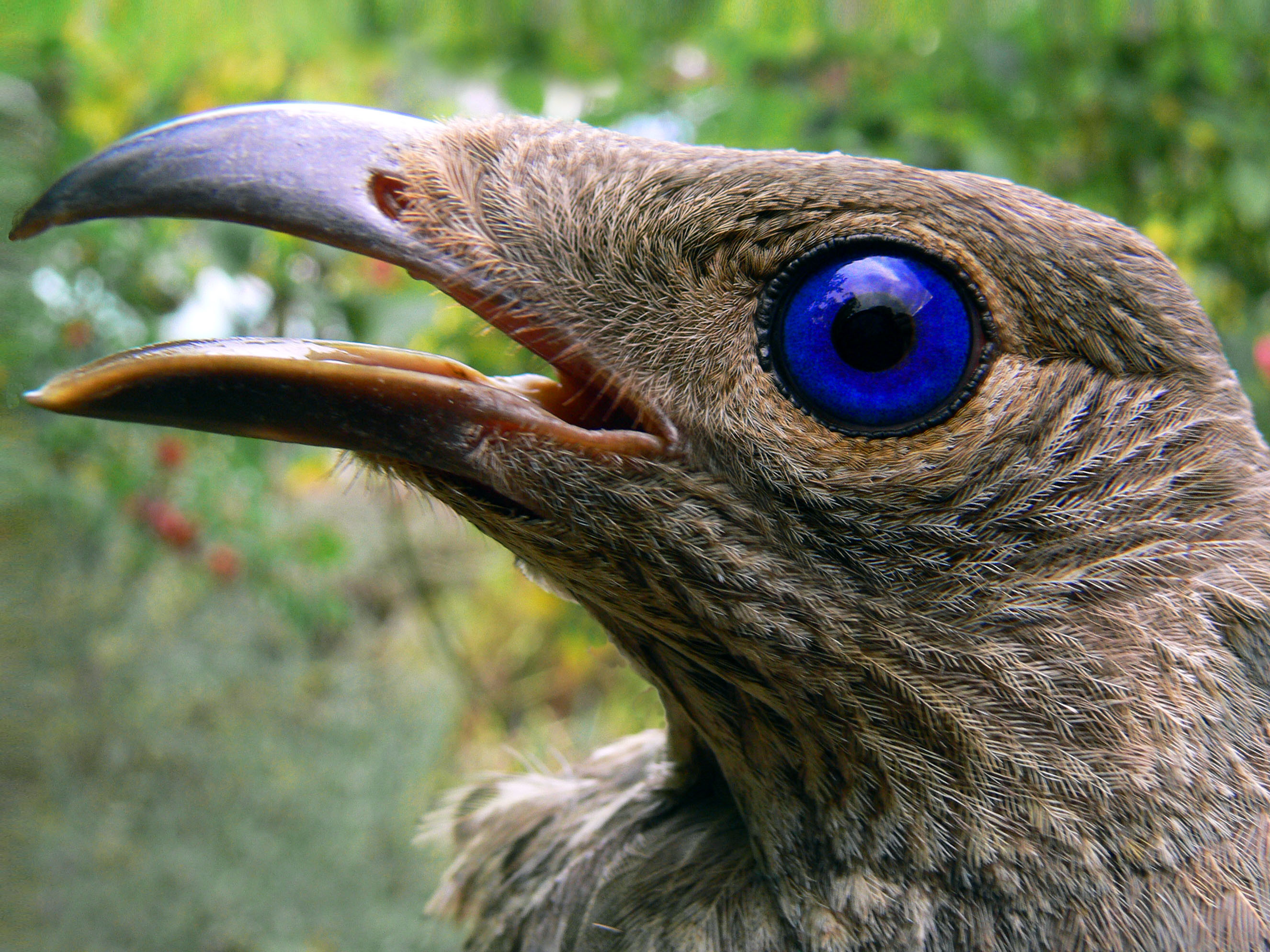
Ptilonorhynchus violaceus, hembra.

- Ailuroedus buccoides. Maullador cariblanco.
- Ailuroedus crassirostris. Maullador verde.
- Ailuroedus melanotis. Maullador orejudo.

Género Scenopooetes
- Scenopooetes dentirostris. Pergolero dentado.

Género Archboldia
- Archboldia papuensis. Pergolero de Archbold.
- Archboldia sanfordi.

Género Amblyornis
- Amblyornis flavifrons. Pergolero frentigualdo.
- Amblyornis inornata. Pergolero pardo.
- Amblyornis macgregoriae. Pergolero de MacGregor.
- Amblyornis subalaris. Pergolero estriado.Prionodura newtoniana, macho (arriba) y hembra.

Género Prionodura

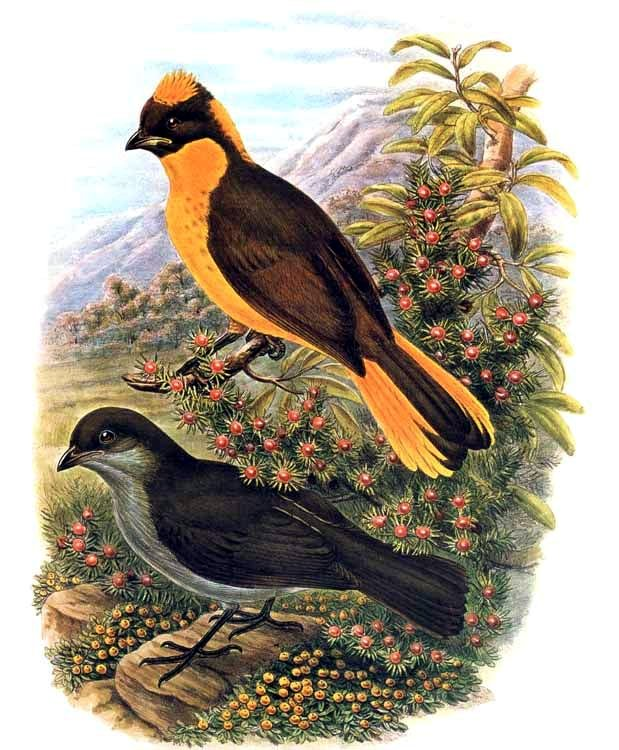
Prionodura newtoniana, macho (arriba) y hembra.

- Prionodura newtoniana. Pergolero dorado.

Género Sericulus
- Sericulus aureus. Pergolero áureo.
- Sericulus bakeri. Pergolero de los Adelbert.
- Sericulus chrysocephalus. Pergolero regente.

Género Ptilonorhynchus
- Ptilonorhynchus violaceus. Pergolero satinado.

Género Chlamydera
- Chlamydera cerviniventris. Pergolero pechipardo.
- Chlamydera guttata. Pergolero moteado occidental.
- Chlamydera lauterbachi. Pergolero de Lauterbach.
- Chlamydera maculata. Pergolero moteado oriental.
- Chlamydera nuchalis. Pergolero grande.